# Blockaden av Gaza

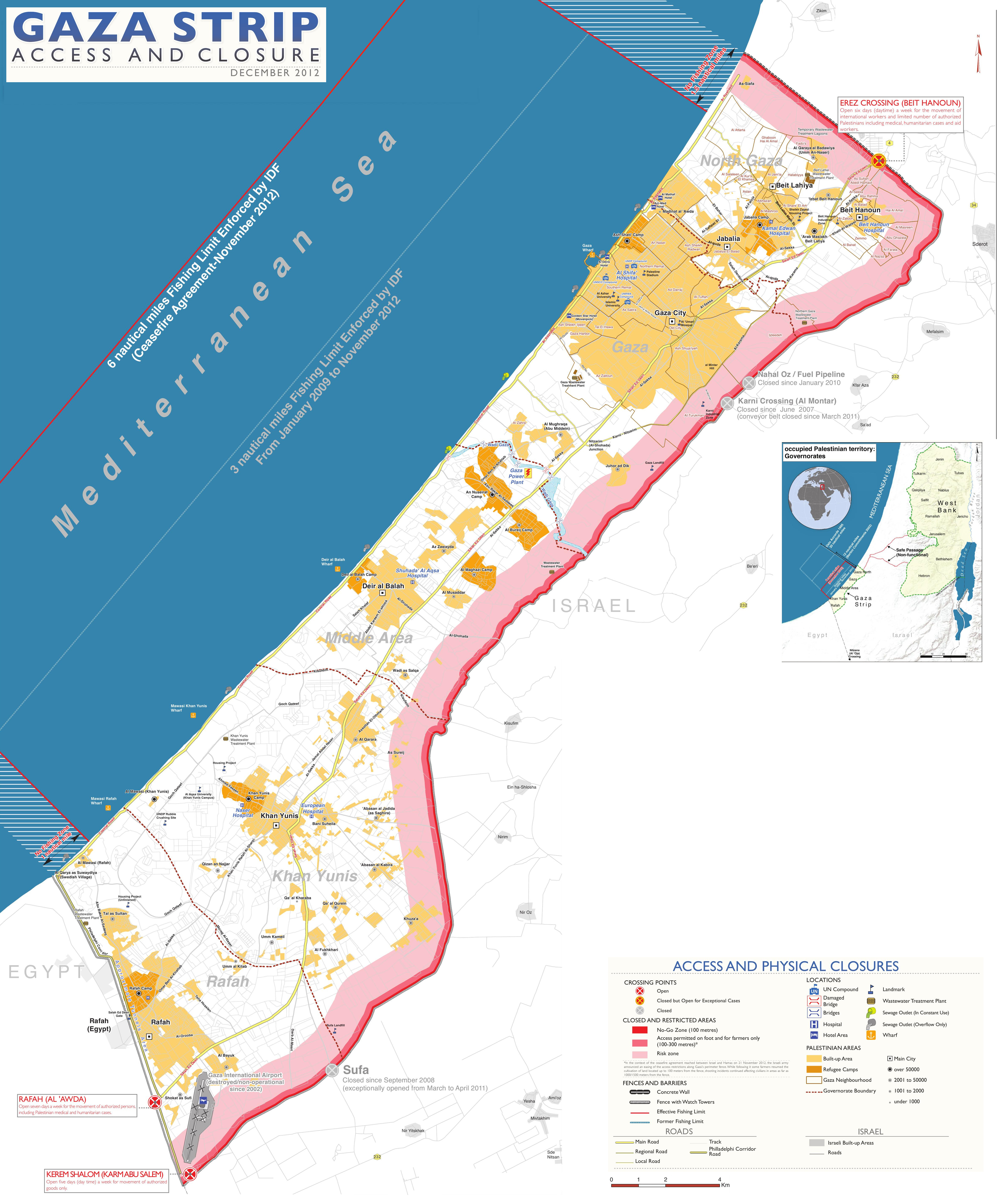
Gazaremsan, med den israelisk-egyptiskt kontrollerade gränser och begränsade fiskevatten (december 2012).

Gazaremsan  har varit föremål för en blockad till lands, till sjöss och i luften av Israel och Egypten sedan juni 2007, när Hamas tog kontroll över Gaza. Israel framhåller att blockaden var nödvändig för att förhindra raket- och andra attacker mot israeliska städer eftersom Hamas hindras från att erhålla vapenmateriel. Kritiker påpekar dock att det inte bara är vapenutrustning som inte kan föras in i Gaza utan även byggnadsmateriel, mediciner och mat.
Blockaden uppmärksammades internationellt då en flotta av aktivister försökte bryta blockaden och föra in humanitär hjälp till Gaza år 2010, 2011 och 2012.
I en FN-rapport i augusti 2009 kritiseras Israels blockad av Gaza, som sägs ha åstadkommit en långvarig allvarlig humanitär kris. En annan FN-rapport från 2011 slog fast att blockaden är legitim.
Den 1 juni 2010, efter Israels bordning av Gazakonvojen, bröt Egypten blockaden "tills vidare". Den egyptiska blockaden återupptogs 2015 på grund av rädsla över vapensmuggling via tunnlar. Egypten lättade delar av blockaden 2016, men den finns kvar i nuläget.